# Marginella lemaitrei
Marginella lemaitrei is een slakkensoort uit de familie van de Marginellidae. De wetenschappelijke naam van de soort is voor het eerst geldig gepubliceerd in 1994 door Liltved & Millard.